# 斯特拉·范希尔斯
斯特拉·范希尔斯（荷蘭語：Stella van Gils，1999年8月4日—），荷兰女子曲棍球运动员。她曾入选2020年夏季奥林匹克运动会荷兰女子曲棍球队替补名单，但并未上场参赛。